# Карабінка
Кара́бінка (рос. Карабинка) — село у складі Солтонського району Алтайського краю, Росія. Адміністративний центр Карабінської сільської ради.

## Населення
Населення — 1109 осіб (2010; 1406 у 2002).
Національний склад (станом на 2002 рік):
- росіяни — 95 %